# Fuerte del Príncipe Alfonso
El Fuerte del Príncipe Alfonso es uno de los Fuertes Neomedievales del siglo XIX construidos para asegurar el linde fronterizo. Está situada en el Barrio del Príncipe de la ciudad española de Ceuta. Es un BIC

## Historia
Fue proyectado en 1860 por el Comandante de Ingenieros Paulino Aldaz en una ladera desde la dominaba el arroyo de las Bombas y el paso fronterizo del Tarajal de Ceuta, para prevenir posibles agresiones. 

## Descripción

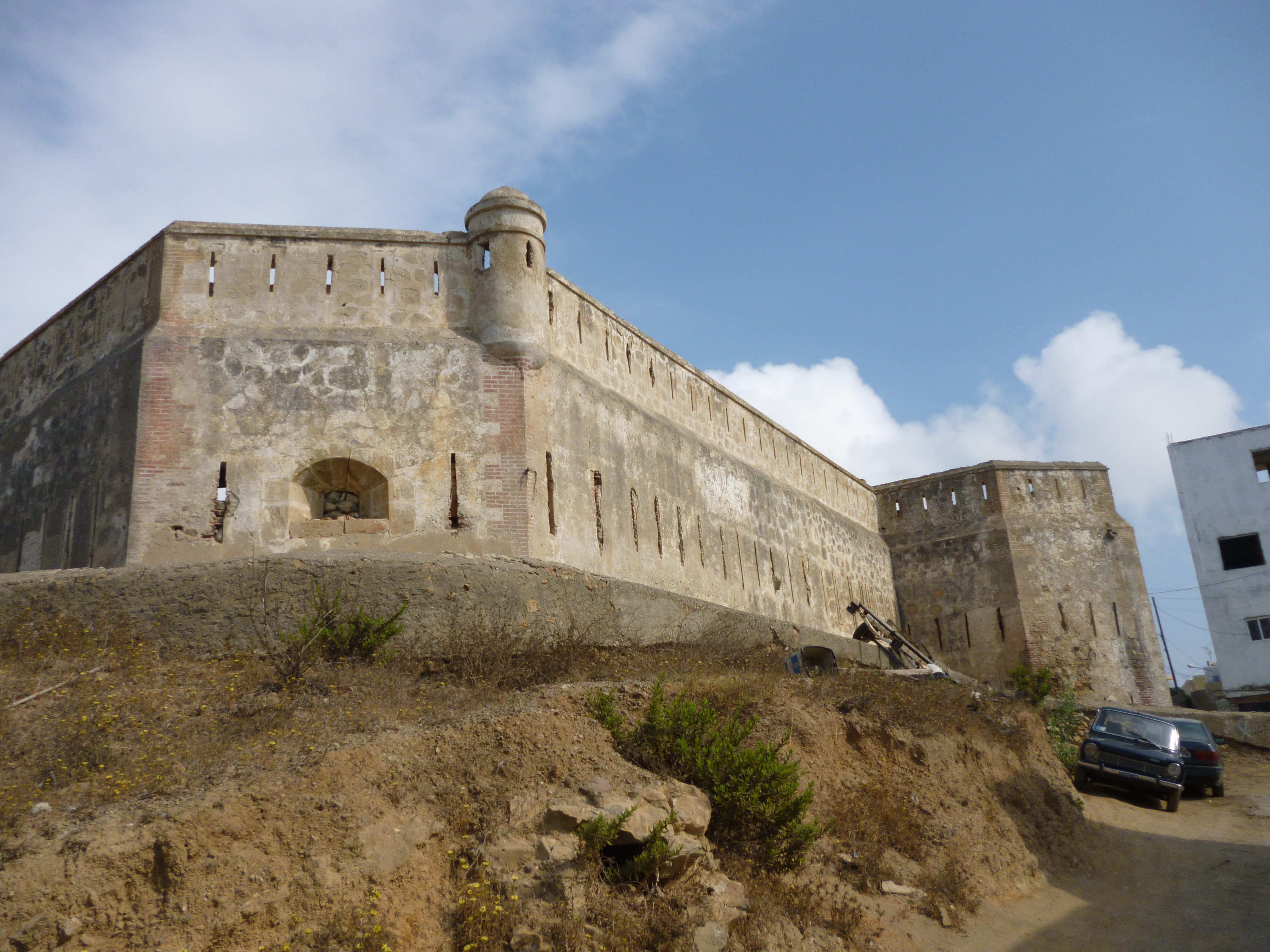
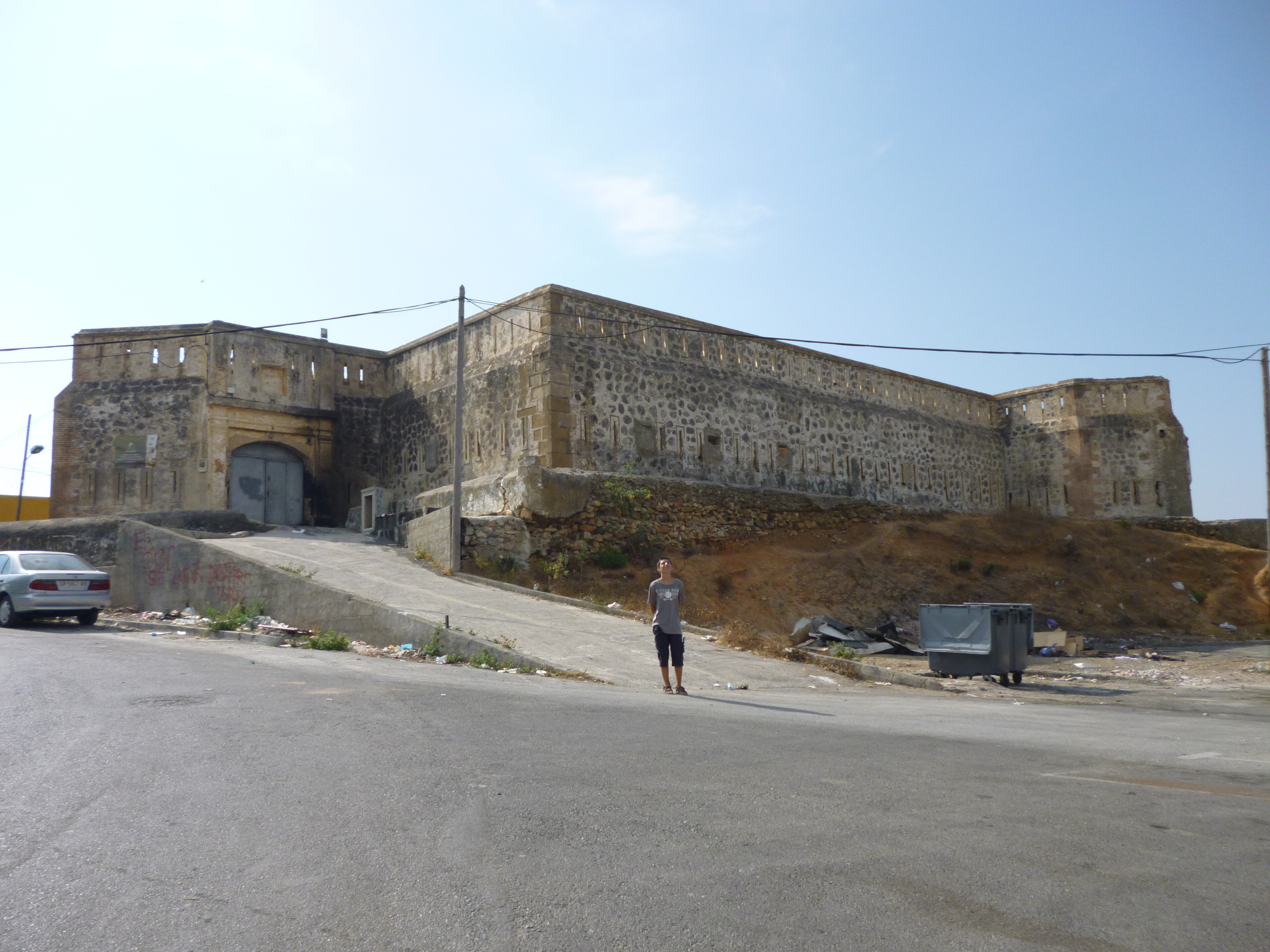
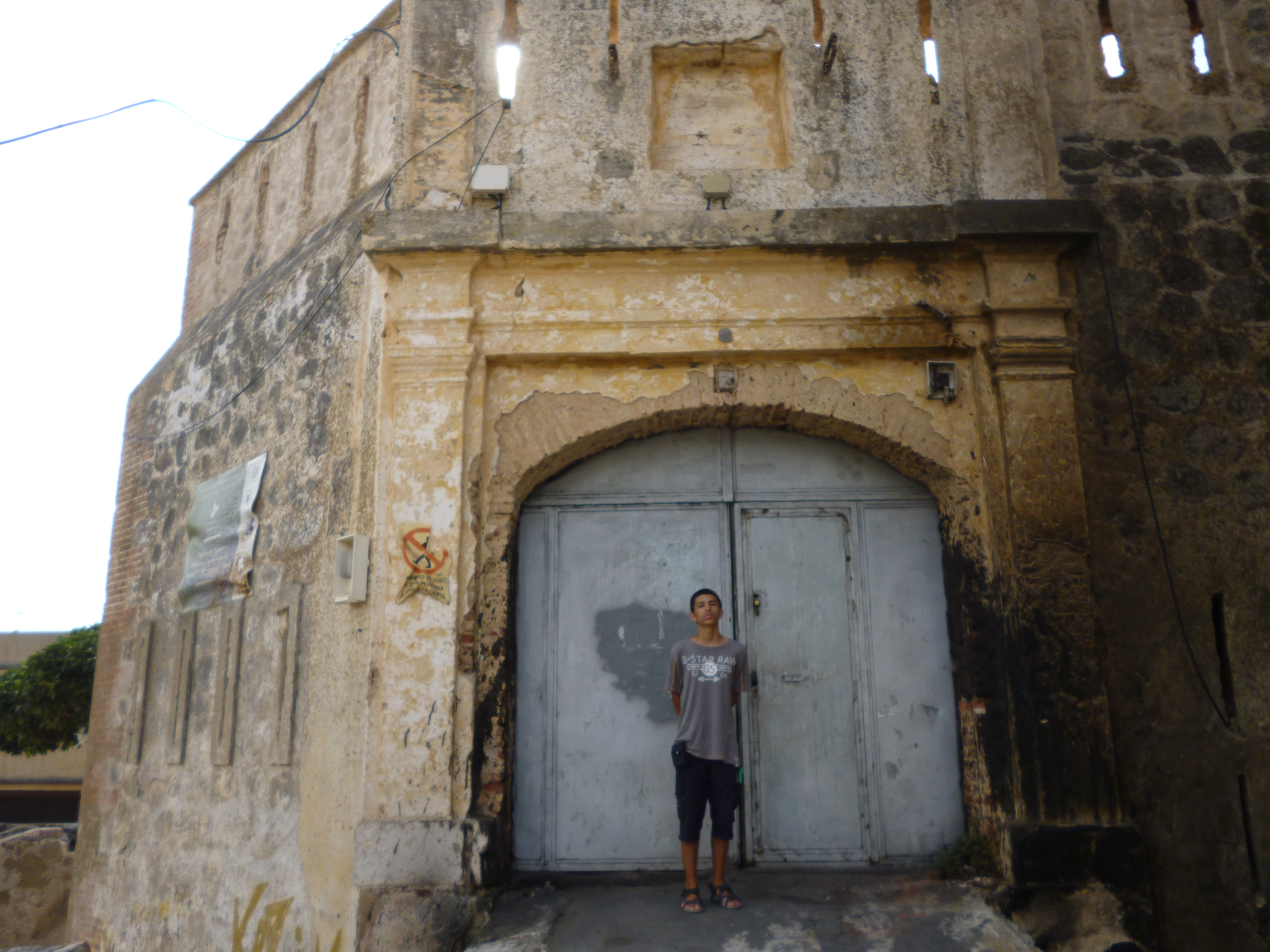

Es un fuerte de estilo neomedieval, de planta rectangular, con un patio central bajo el que se encuentra un aljibe; con foso seco y bastiones en punta de flecha en tres de sus flancos, excepto en el sur, donde dispone de tres cañoneras, cuenta con un sótano, planta baja y cubierta con batería.
Consta de dos órdenes de fuego de fusil y de piezas de artillería de pequeño calibre, y tenía capacidad para 300 hombres.
Está construido en hormigón y cal, mampostería, ladrillo macizo y sillarejo.